# Jan Konijnenburg
Jan van Konijnenburg (Leiden, 8 december 1758 - Amsterdam, 8 januari 1831) was een Nederlands predikant, hoogleraar, wetenschapper, patriot en politicus.
In 1778 ging Konijnenburg theologie studeren aan de Hogeschool van Leiden, en twee jaar later aanvaardde hij al zijn eerste predikantspost, in Hazerswoude. In 1783 keerde hij, kort na zijn huwelijk met Sophia Welsingh, als predikant terug naar Leiden, en in 1786 verkaste hij naar Utrecht. Eind 1790 aanvaardde Konijnenburg het hoogleraarschap aan het Remonstrants Seminarium te Amsterdam met de rede Laudatio Simonis Episcopii (Lofrede op Simon Episcopius).
Konijnenburg was vanaf 1795 een actief lid in de Amsterdamse kring van unitaristen rond Alexander Gogel, Samuel Wiselius, Willem Ockerse en Wijbo Fijnje. In 1797 werd hij afgevaardigd naar de Tweede Nationale Vergadering namens het district Amsterdam-I, waar hij onder meer ijverde voor gelijke rechten voor Joden. Hij was een warm voorstander van de staatsgreep van 22 januari 1798 en de daarop volgende Staatsregeling, die hij samen met Ockerse mee heeft helpen redigeren. Begin mei 1798 verklaarde hij dat hij vanwege zijn betrekking bij het openbaar onderwijs (hij had het hoogleraarschap weer opgenomen) geen deel kon uitmaken van het Wetgevend Lichaam. Na de regimewisseling van juni 1798 was zijn politieke rol uitgespeeld.
In 1814 ontving hij de zilveren ereprijs van de Hollandse Maatschappij van Wetenschappen. Zijn antwoord op een door het Teyler's genootschap uitgeschreven prijsvraag werd bekroond. In juni 1827 ging Konijnenburg met emeritaat.